# Agustín Roberto Radrizzani
Agustín Roberto Radrizzani, S.D.B. (Avellaneda, 22 de setembro de 1944 – 2 de setembro de 2020) foi um prelado argentino da Igreja Católica. Ele serviu como Arcebispo de Mercedes-Luján de 2007 a 2019.

## Biografia
Radrizzani nasceu em Avellaneda. Entrou no noviciado salesiano em 1961, completando-o em San Justo e em 31 de janeiro de 1962 fez a primeira profissão religiosa; fez sua profissão perpétua em 5 de janeiro de 1968 e completou sua formação salesiana em Bernal até 1969, quando foi enviado a Turim para realizar seus estudos teológicos. De 1968 a 1972 frequentou a Pontifícia Universidade Salesiana, obtendo a licenciatura em Teologia. Foi ordenado sacerdote em 25 de março de 1972, na Arquidiocese de Turim, pelo cardeal Michele Pellegrino.
De volta à Argentina, ocupou os cargos de professor e diretor do colégio salesiano de La Plata (1973-1978), responsável pela formação de noviços em Avellaneda (1979), inspetor da Inspetoria de Nossa Senhora de Luján, sediada na cidade de La Plata (1981-1988) e mestre de noviços na Casa San Miguel dessa mesma cidade (1988-1991).
Em 14 de maio de 1991, foi nomeado bispo de Neuquén pelo Papa João Paulo II. Radrizzani recebeu sua consagração episcopal em 20 de julho, de Dom Argimiro Moure Piñeiro, SDB, Bispo de Comodoro Rivadavia, na Igreja de Nuestra Señora de la Guardia em Bernal; Jaime de Nevares, SDB, Bispo Emérito de Neuquén, e Jorge Meinvielle, SDB, Bispo de San Justo, serviram como principais co-consagradores. Ele foi instalado como ordinário de Neuquén em 17 de agosto do mesmo ano.
Foi nomeado Bispo de Lomas de Zamora em 24 de abril de 2001, sendo instalado no dia 23 de junho seguinte. Foi promovido pelo Papa Bento XVI a Arcebispo de Mercedes-Luján em 27 de dezembro de 2007. Tomou posse e iniciou seu ministério pastoral como terceiro arcebispo (sexto diocesano) em 29 de março de 2008.
Exerceu várias posições na Conferência Episcopal Argentina, como presidente da Comissão para a Vida Consagrada, segundo vice-presidente e, como tal, membro da comissão permanente e da comissão executiva, de 2005 a 2008.
Sua renúncia foi aceita pelo Papa Francisco em 4 de outubro de 2019. Em seguida, Monsenhor Radrizzani passou a residir em uma casa em Junín, administrada pelas Irmãzinhas dos Anciãos Desamparados de Santa Teresa de Jesus Jornet; sua mãe de 97 anos morava na mesma casa.
Agustín Roberto Radrizzani foi internado no Hospital Interzonal General de Agudos de Junín em 1 de setembro de 2020, devido à febre, e faleceu no dia seguinte; a causa de sua morte nos primeiros relatórios foi "insuficiência respiratória devido à pneumonia bilateral". Seu teste para COVID-19 deu positivo. Ele foi o primeiro bispo argentino a morrer de Covid-19 e o terceiro a contrair a doença.

## Posições
Durante a crise de 2001, à frente de uma das dioceses da região metropolitana, Radrizzani teve papel de destaque como membro da Mesa de Diálogo Argentino, quando esta se abriu à participação de outras denominações religiosas e onde apoiou a busca de consenso e aproximação. Anos depois, ele foi vice-presidente do Episcopado Argentino e uma das vozes mais ativas da Igreja no combate aos altos níveis de desemprego e pobreza. Ofereceu-se diversas vezes como mediador nos conflitos sociais que eclodiram em diferentes cidades de Neuquén durante o período Menem. Ele tinha um bom relacionamento com o Cardeal Jorge Bergoglio.
Já como arcebispo em Mercedes-Luján, durante o período kirchnerista, ele também tentou aproximar posições durante o conflito com o campo. Teve papel decisivo em um documento do Episcopado em que o Governo foi solicitado a “gestos de grandeza e diálogo construtivo” e sugeriu que os ruralistas “revissem suas estratégias de protesto”.
Radrizzani ganhou notoriedade pública em junho de 2016, quando teve que dar explicações sobre o escândalo das bolsas do ex-funcionário kirchnerista José López, flagrado tentando esconder cerca de US$ 9 milhões no convento de Nuestra Señora de Fátima, em General Rodríguez. A superiora do mosteiro, Madre Maria Alba, estreitou laços com o ex-ministro Julio de Vido durante a gestão do bispo Hector Di Monte, antecessor de Radrizzani, falecido em abril daquele ano. Diante do escândalo, vários bispos o incentivaram a se apresentar e explicar o mistério que cercava o mosteiro localizado em sua jurisdição. Radrizzani confirmou que De Vido e sua esposa visitaram o convento três vezes, conforme lhe havia sido transmitido pelo superior do convento, assim como López e Alicia Kirchner.
Em maio de 2013, o arcebispo liderou o Te Deum na Basílica de Luján, consolidando o movimento do kirchnerismo de refazer seus passos, depois de se recusar por vários anos a participar do Te Deum de Bergoglio na Catedral Metropolitana. Naquela homilia, diante da presidente Cristina Kirchner, Radrizzani repetiu vários trechos das mensagens que o ex-cardeal primaz havia proferido. "Hoje a Argentina tem muitas pessoas pobres e excluídas, não importa quem as conte", disse ele, citando Bergoglio.

Em julho de 2018, quando o Congresso debatia a legalização do aborto, Radrizzani abriu a Basílica de Luján para receber os bispos e celebrar a Missa pela Vida, diante de uma multidão de fiéis. No mês de outubro seguinte, celebrou uma missa em frente à Basílica de Luján, a pedido de sindicatos peronistas, que contou com a presença do caminhoneiro Hugo Moyano e de vários ex-funcionários kirchneristas que eram contra o governo de Mauricio Macri. "Não houve nenhuma intenção política", explicou o arcebispo posteriormente em uma carta.